# Losari (Tulakan)
Losari is een bestuurslaag in het regentschap Pacitan van de provincie Oost-Java, Indonesië. Losari telt 4616 inwoners (volkstelling 2010).